# Régis Cardoso
João Régis de Souza Cardoso, mais conhecido com Régis Cardoso, (Porto Alegre, 24 de junho de 1934 — Rio de Janeiro, 3 de abril de 2005) foi um ator e diretor de televisão brasileiro.

## Biografia
Filho da atriz Norah Fontes, Régis cresceu no meio artístico, iniciando sua carreira no teatro aos 12 anos de idade. Participa das transmissões experimentais e de toda a implantação da TV Tupi, a primeira emissora brasileira, em 1950, dirigindo e produzindo os mais variados programas, paralelamente ao trabalho como contrarregra e "radioator" nas rádios Tupi e Nacional. Naquela época, trabalha também nas TVs Paulista e Record.
Conhece a atriz Susana Vieira, com quem se casa em 1961 e tem um filho, Rodrigo. Separam-se em 1972. Em 1967 é contratado pela Rede Globo, onde dirige várias telenovelas célebres da década de 1970, como Pigmalião 70 (1970), de Vicente Sesso, Os Ossos do Barão (1973), de Jorge Andrade, O Bem-Amado (1973) (a primeira novela colorida da televisão brasileira) e O Espigão (1974), ambas de Dias Gomes, Escalada (1975), de Lauro César Muniz, Estúpido Cupido (1976), de Mário Prata, Anjo Mau (1976) e Locomotivas (1977), ambas de Cassiano Gabus Mendes, entre outras.
Desliga-se da Rede Globo na década de 1980, depois de dirigir por quatro anos o seriado O Bem-Amado, inspirado na telenovela de mesmo nome. Muda-se para Portugal em 1992, quando se torna o primeiro estrangeiro a dirigir uma telenovela naquele país. De volta ao Brasil, em 1995, tem uma passagem pela Rede Manchete, na direção da novela Tocaia Grande - quando não consegue bons resultados com a trama e é substituído por Walter Avancini. Em 1999, lança um livro de memórias - No Princípio Era o Som, publicado pela editora Madras.
Fã de carnaval, foi presidente da escola de samba Acadêmicos do Salgueiro de 1982 a 1984.
Morreu aos setenta anos, vítima de um acidente vascular cerebral combinado com uma pneumonia, depois de mais de quatro meses de internação.

## Trabalhos como diretor
- 1966 - Eu Compro Esta Mulher
- 1966 - O Sheik de Agadir
- 1967 - A Sombra de Rebecca
- 1967 - Anastácia, a Mulher sem Destino
- 1968 - Sangue e Areia
- 1968 - Passo dos Ventos
- 1969 - Rosa Rebelde
- 1969 - A Cabana do Pai Tomás
- 1969 - Algemas de Ouro
- 1970 - Pigmalião 70
- 1971 - A Próxima Atração
- 1971 - Minha Doce Namorada
- 1972 - O Primeiro Amor
- 1973 - Os Ossos do Barão
- 1973 - O Bem-Amado
- 1974 - O Espigão
- 1975 - Escalada
- 1976 - Estúpido Cupido
- 1976 - Anjo Mau
- 1977 - Sem Lenço, sem Documento
- 1977 - Locomotivas
- 1978 - Te Contei?
- 1978 - Pecado Rasgado
- 1979 - Os Gigantes
- 1980 - O Bem-Amado (série)
- 1981 - O Bem-Amado (série)
- 1982 - O Bem-Amado (série)
- 1983 - O Bem-Amado (série)
- 1984 - O Bem-Amado (série)
- 1992 - Cinzas
- 1993 - Verão Quente
- 1994 - Na Paz dos Anjos
- 1995 - Tocaia Grande